# Dłoń (osada w województwie wielkopolskim)
Dłoń – osada w Polsce położona w województwie wielkopolskim, w powiecie rawickim, w gminie Miejska Górka.